# 列什尼夫卡 (克拉西利夫區)
49°48′35″N 26°42′25″E / 49.80972°N 26.70694°E
雷什尼夫卡（烏克蘭語：Решнівка）是位於烏克蘭西部的村莊，由赫梅利尼茨基州裡赫梅利尼茨基區的安東尼尼市鎮負責管轄。該村面積3.1平方公里，海拔高度298米，2001年人口179，人口密度每平方公里57.8人。